# МТФ колхоза имени Калинина
МТФ колхоза имени Калинина — посёлок в Черноярском районе Астраханской области в составе Старицкого сельсовета.

## География и климат
Расположен в зоне полупустини, на правом берегу реки Волга, между сёлами Старица и Зубовка, в 15 километрах к северу от районного центра села Чёрный Яр. Климат сухой, жаркий.

## Население
| 2002 | 2010 | 2014 | 2015 |
| ---- | ---- | ---- | ---- |
| 7    | ↗11  | →11  | →11  |

## Экономика
Основным занятием населения является сельское хозяйство, скотоводство и рыбная ловля.